# Issachar (stam)

Stamgebieden in het Bijbelse Israël

De stam van Issachar is een van de twaalf stammen van Israël genoemd in de Hebreeuwse Bijbel. De stamvader was Issachar, de zoon van Jakob en zijn eerste vrouw Lea. Issachar was Jakobs vijfde zoon en kreeg zelf vier zonen: Tola, Pua, Job en Simron.

## Vermeldingen in de Bijbel
Ongeveer een jaar na de uittocht uit Egypte werden de stammen van Israël geteld in de wildernis. De nakomelingen van Issaschar telde op dat moment 54.400 mannen van twintig jaar en ouder. Tegen het einde van de 40 jaar durende tocht door de wildernis werd een tweede volkstelling gehouden, toen werden er 64.300 mannelijke Zebulonieten van twintig jaar en ouder geteld.

### In het Beloofde Land
Na de verovering van Kanaän kreeg de stam Issachar land toegewezen in het noorden van het land, tussen het stamgebied van Zebulon en de Jordaan, een vruchtbaar dal ten zuiden van de Taborberg. Bij het innemen van dit gebied werd Jakob's profetie op zijn sterfbed vervuld. Betreft zijn zoon Issachar profeteerde hij namelijk:
Toen hij de rust zag, dat zij goed was, en het land, dat het lustig was...'
Toen het Verenigd Koninkrijk Israël tijdens de regering van Salomo's zoon Rehabeam in twee koninkrijken uiteenviel, sloot de stam van Issachar zich aan bij Jerobeam I, die tien stammen verenigde onder het noordelijke koninkrijk Israël.

### Ballingschap
Toen Israël in 8e eeuw v.Chr. door de Assyriërs werd veroverd werd de stam, samen met de negen andere stammen van het koninkrijk, weggevoerd in ballingschap. De Bijbel bevat geen latere vermelding van de stam Issachar.